# Карл I Роберт
Карл І Роберт (Шаробер; 1288, Неаполь — 1342, Вишеград) — король Угорщини, титулярний король Галичини та Володимирії (1301—1342). Засновник угорської гілки Анжуйської династії Капетингів.

## Біографія
Народився в Неаполі у 1288 році. Син Карла Мартела Анжуйського та  Клеменції Австрійської. З 1301 року король Угорщини (за неофіційними даними 1308 або з 1310). Коронований у лютому 1301 року, також 16 червня 1309 і 27 серпня 1310 року. Перший угорський король не з династії Арпадів.
Початок правління був для нього важким: протягом перших двох десятиліть він був змушений закріплювати владу, що йому вдалося до 1320 року. Провів декілька вдалих економічних реформ, зокрема удосконалив застарілу систему податків, вперше ввів в обіг на території королівства золоті форинти. За час його правління держава досягла значного економічного розквіту, а золотий форинт став однією з престижних валют у Європі.
У цей час в Угорщині загострилася боротьба за владу між королем й могутньою угорською аристократією. Вступивши на угорський престол, 1301 року, королю Карлу Роберту доводилося у збройній боротьбі відстоювати своє право на суверенну владу. Під час цього протистояння короля з баронами набули розвитку новий прошарок лицарства, відданий особисто королю.
Для заохочення і згуртування своїх прихильників Карл Роберт заснував 1326 року Братство лицарів Святого Георгія, що стало першим в Європі світським королівським лицарським орденом (англійський орден Підв'язки був заснований 1348 року, через 20 років після затвердження Уставу ордена Святого Георгія).
1339 року уклав з польським королем Казимиром III договір у Вишеграді про те, що на випадок, якщо б у Казимира III не було синів, його спадкоємцем буде угорський королевич Лайош — син Карла І та сестри Казимира III Єлизавети. Договір було підтверджено 1350 року Людовиком та Казимиром III.
Помер 1342 року у Вишеграді.

## Родина
1 Дружина — Марія Битомська (бл.1295-1317)
- Катерина, герцогиня Свидницька — дружина Генріха II Свидницького, мати Ганни Свидницької — третьої дружини імператора Карла IV.
- Єлизавета (пом. 1367) — дружина Болеслава Опольського.

Дехто вважає, що Катерина та Єлизавета були дочками Єлизавети Польської, третьої дружини Карла Роберта.
2 Дружина — Беатриса Люксембурзька (1305—1319). У листопаді 1319 року вона померла під час пологів разом з немовлям.
3 Дружина — Єлизавета Польська (1305—1380) — дочка Владислава Локетка та Ядвіги Великопольської.
Діти:
- Карой (Карл) (1321).
- Ласло (Владислав) (1324—1329).
- Людовік I Великий (1326—1382).
- Андрій Угорський (1327—1345), герцог Калабрійський
- Іштван (1332—1354), герцог Славонії.

## На банкнотах

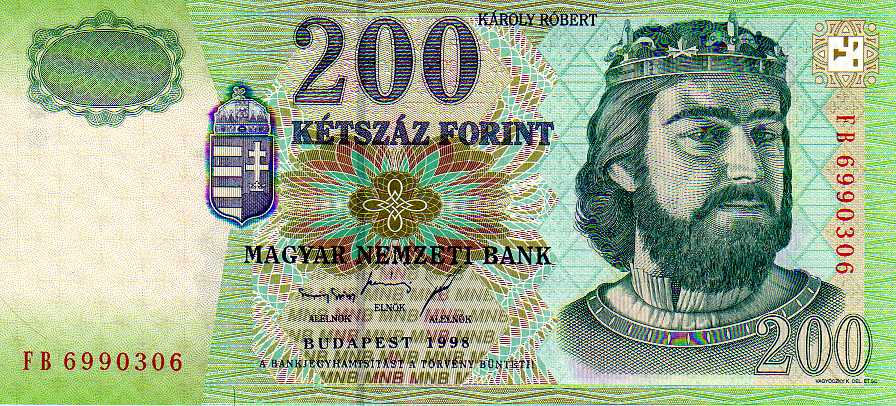
200 форинтів.

Зображений на купюрах Угорщини номіналом 200 форинтів зразка 1998 і 2001 років.